# Brighton
Brighton (AFI: [ˈbraɪtən]) é a parte mais importante da cidade de Brighton e Hove (formados a partir das cidades da antiga Brighton, Hove, Portslade e várias outras aldeias), em East Sussex, no Reino Unido na costa sul da Inglaterra.  Para efeitos administrativos, Brighton e Hove não faz parte do condado não-metropolitano de East Sussex, mas continua a fazer parte do cerimonial do condado de East Sussex.
O antigo povoado de Brighthelmston data de antes do Livro de Domesday (1086), mas emergiu como estância de saúde durante o século XVIII e tornou-se um destino turístico após a chegada da ferrovia em 1841. Brighton experimentou um rápido crescimento populacional atingindo um pico de mais de 160 000 em 1961. A moderna Brighton faz parte de uma aglomeração se estende ao longo da costa, com uma população de cerca de 480 mil.
Oito milhões de turistas por ano visitam Brighton.  A cidade também tem uma importante conferência de negócios da indústria de hotelaria, regularmente o Partido Liberal Democrata, ocasionalmente o Partido Trabalhista, e sindicatos e conferências anuais do Partido Conservador.  Brighton têm duas universidades e uma escola médica.

## História

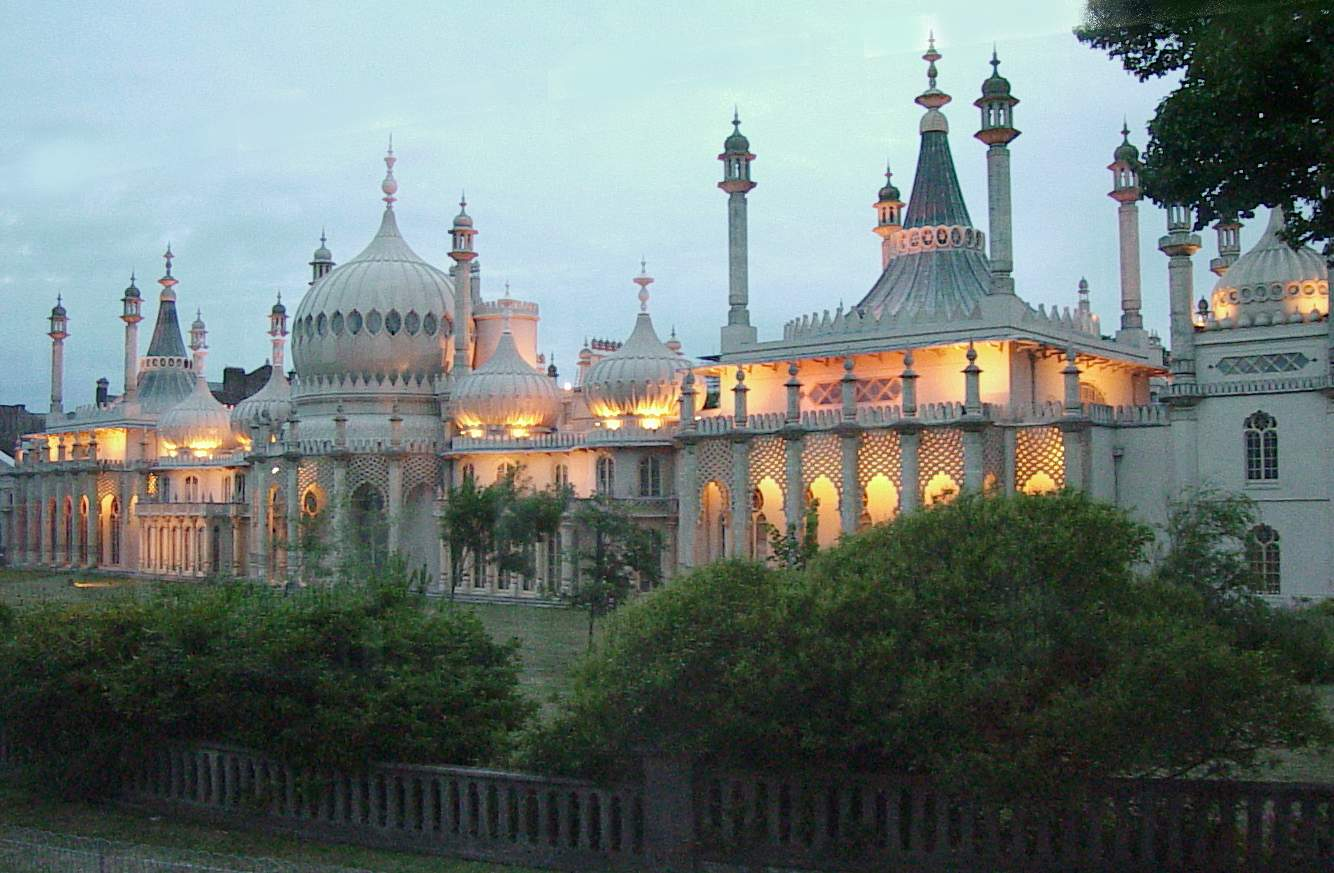
Royal Pavilion

No Domesday Book, Brighton foi chamada Bristelmestune e uma vila pesqueira de 4.000 arenque foi estabelecida. Em junho 1514 Brighthelmstone foi incendiada por piratas franceses durante a guerra entre a Inglaterra e a França. Apenas uma parte da  Igreja de São Nicolau e o padrão de rua da área hoje conhecida como "The Lanes" sobreviveu.  O primeiro desenho de Brighthelmstone foi feito em 1545 e retrata o que se acredita ser a invasão de 1514. Durante as décadas de 1740 e 1750, Richard Russell de Lewes começou a fazer prescrição de água do mar em Brighton. Até 1780, o desenvolvimento do terraço georgiano tinha começado e a aldeia pesqueira tornou-se uma elegante estância turística de Brighton.  Crescimento da cidade foi incentivado pelo patrocínio do Príncipe Regente (depois Jorge IV do Reino Unido) após sua primeira visita em 1783. Ele passou grande parte de seu tempo de lazer na cidade e construiu o Pavilhão Real durante a primeira parte da sua regência inglesa. Apesar de contratado que a formas do nome são atestadas desde o século XV, não foi até este período que a forma moderna do nome entrou em uso comum.
A chegada da ferrovia em 1841 trouxe Brighton ao alcance dos turistas de Londres e do crescimento populacional de cerca de 7.000 em 1801 para mais de 120.000 em 1901. A era vitoriana viu a construção de muitas das principais atrações, incluindo o Grande Hotel (1864), o Cais Oeste (1866) e o Cais de Brighton (1899) . 
Após as mudanças de fronteira entre 1873 e 1952, a área de terra de Brighton aumentou de 7 km² em 1854 para 58 km² em 1952. Novas áreas habitacionais foram estabelecidas nas áreas adquiridas, incluindo Moulsecoomb, Bevendean, Coldean e Whitehawk. A grande expansão de 1928 incorporou também as aldeias de Patcham, Ovingdean e Rottingdean e o conselho de habitação foi construído em peças de Woodingdean após a Segunda Guerra Mundial.
Mais recentemente, a gentrificação da maior parte Brighton viu o retorno da imagem de moda que caracterizou o crescimento do período regencial.  Habitações recentes no North Laine, por exemplo, foi concebido de acordo com a área.
Em 1997, Brighton e Hove se juntaram para formar a autoridade unitária de Brighton e Hove, à qual foi concedido o estatuto de cidade pela rainha Elizabeth II do Reino Unido, como parte das celebrações do milênio em 2000.

## Economia
Brighton tem uma alta densidade de empresas envolvidas na comunicação social, particularmente digital ou "nova mídia", e desde 1990 tem sido referido como "praia do silício".  De acordo com o índice de criatividade Boho uma pesquisa na Grã-Bretanha desenvolvida pelos Estados Unidos sobre regeneração econômica pelo especialista Richard Florida, Brighton e Hove ocupa a sexta colocação entre 66 cidades britânicas, quando medidos três critérios em relação ao seu índice. Flórida declara que o índice mede o recurso das cidades para a "nova classe criativa", e é um indicador de saúde da cidade.
A American Express tem planos para construir uma nova sede na John Street, por trás de sua sede atual na Edward Street. Ela emprega cerca de 3000 pessoas, e é o maior empregador privado da cidade.
"The Lanes" formam uma zona de lazer e área residencial, perto do mar, caracterizada por vielas estreitas seguindo o padrão de rua da vila pesqueira original. Lanes contém predominantemente lojas de roupas, joalherias, lojas de antiguidades, restaurantes e pubs. North Laine é uma área de trabalho, lazer e área residencial imediatamente ao norte das pistas. Seu nome deriva do anglo-saxão "Laine", que significa "campo". North Laine contém uma mistura de empresas dominadas por cafés, lojas independentes e de vanguarda, e teatros.
Churchill Square é um centro comercial com uma área de 43 663 m² e mais de 80 lojas, vários restaurantes e 1600 lugares de estacionamento automóvel. Foi construído na década de 1960 como uma feira ao ar livre, multi-nível pedonal, o centro comercial, foi reconstruído e ampliado em 1998 e já não mais ao ar livre. Entre outras áreas de varejo podemos incluir Western Road e a London Road.

## Estrutura urbana

### Transporte
O transporte público remonta a 1840. Existem várias estações ferroviárias, os serviços de ônibus, táxis e serviços de autocarros. A Rapid Transport System, empresa inglesa que atua na cidade, é a principal responsável pelo transporte coletivo oferecido à cidade.
Os trens operam a partir da Estação Central de Brighton, chamada em inglês de Brighton Station. Muitos moradores da cidade trabalham em Londres, e por isso, os destinos principais dos serviços de trem são regiões comerciais da capital inglesa, como London Victoria, London Bridge e Gatwick Airport, além da região turística de Bedford. São aproximadamente cinquenta e um minutos de Brighton até London Victoria. As regiões oeste e leste de Brighton são servidas pelas estações de Worthing, Portsmouth e Southampton, sendo está última de extrema importância também para a região central da cidade, principalmente nas áreas de Lewes Newhaven, Eastbourne, Hastings e Ashford Kent. Até 2007, os serviços de trem da cidade também atingiam outras regiões próximas à Brighton, como o Kensington Olympia, Manchester e Birmingham, porém, com os serviços foram rompidos com a racionalização de serviços em 2008. A cidade também possui ligação terrestre com Bristol.
A companhia de ônibus Brighton & Hove Bus and Coach Companhia opera 300 veículos na cidade. Há também um serviço noturno limitado. A zona portuária de Brighton abriga o Electric Railway Volk, a mais antiga linha ferroviária elétrica do mundo.

## Cultura e sociedade

### Artes
A comunidade artística em Brighton é extensa e se apresenta uma vez por ano, quando as casas de evento da cidade são abertas durante o festival de Brighton. Localizado na praia, entre os dois pilares, está situado o famoso bairro dos artistas de Brighton. `Há também na cidade, diversas oficinas que retratam a arte vitoriana, e uma galeria destinada à exposição das obras de arte dos artistas oriundos da cidade. São um conjunto de artistas que usam uma variedade de mídias e estilos para produzir obras que podem ser vistas ou adquiridas pelo público em geral durante todo o ano.

### Festas populares
Brighton é considerada um dos hotspots de primeiro nível do Reino Unido, com uma ampla vida noturna e também está associada com muitos artistas da música popular. Há também locais de música ao vivo, com destaque para o Concorde 2, Brighton Centre e Brighton Dome, onde a banda ABBA recebeu um forte impulso para sua carreira, quando venceu o concurso Eurovisão em 1974. Um dos mais importantes eventos musicais tem sido o retorno de forma irregular do "Big Beach Boutique".
Existem mais de 300 bares na cidade, incluindo locais especializados para jogadores de críquete.

### Museus
Brighton possui museus de relativa importância. Além de galerias de arte existentes em diversas regiões da cidade, há também o Museu de História Natural de Brighton, o Museu do Brinquedo de Brighton e o Brighton Fishing Museum, que inclui artefatos do Cais Oeste. O Royal Pavilion é também aberto ao público, servindo como um museu para a Regência Britânica.

### Educação
O Município de Brighton e Hove é responsável por 80 escolas, das quais 54 estão em Brighton.
A Universidade de Sussex, criado em 1961 é uma "universidade de vidro", baseado em um terreno entre Stanmer Park e Falmer, quatro milhas (6 km) do centro da cidade.  Servido por comboios frequentes (a Estação ferroviária Falmer) e ônibus 24 horas, tem uma população estudantil de 10 563, dos quais 70% são universitários.
A Universidade de Brighton, o ex-Brighton Politécnica, tem uma população estudantil de 20 017, dos quais 80% são universitários. A universidade está em vários campi com construções adicionais Falmer, Eastbourne e Hastings.
Em 2003, as universidades de Sussex e Brighton formaram uma escola de medicina, conhecido como Faculdade de Medicina de Brighton e Sussex .  A escola foi uma das quatro novas escolas de medicina a serem criados como parte de um programa do governo para aumentar o número de médicos qualificados pelo NHS.  A escola também é baseado em Falmer e trabalha em estreita colaboração com o Hospital de Confiança do NHS da Universidade de Brighton e Sussex.
A gama de cursos universitários para estudantes são mais de 16, principalmente no ensino participantes, está prevista a escola de formação contínua, na faculdade da cidade de Brighton e Hove. Mais matérias acadêmicas podem ser estudadas por estudantes de 16 a 18 anos no Brighton & Hove Sussex Sixth Form College (BHASVIC) na área Dials Seven. Varndean College em North Brighton ocupa uma posição de comando.  A construção de 1920 é celebrada pela sua fachada interna e quadras.  A faculdade oferece acadêmico níveis A , o Bacharelado Internacional e cursos profissionalizantes.
Existem escolas públicas e algumas escolas religiosas. Entre as escolas públicas notáveis incluem-se Longhill High School, Escola Secundária Varndean, Patcham High School, Dorothy Stringer, Blatchington Mill Escola e Sixth Form College, Parque Escola Hove e Sexto Centro de Formação , Falmer High School e do Cardeal Newman (a grande insstituição Católica Romana do ensino secundário, que também serve para os filhos dos membros da comunidade da Igreja Ortodoxa Copta).
Há também uma série de escolas privadas, incluindo Brighton College, Prep Lancing, Roedean School, Escola de Steiner, BHHS e Montessori School. Tal como acontece com as escolas do estado, alguns independentes são baseadas na fé; a Acadmeia Torah, o último grau da escola primária judaica, tornou-se uma escola Pré-K/Nursery no final de 2007. 
Na primavera e no verão, milhares de estudantes de toda a Europa se reúnem para participar de cursos de línguas das muitas escolas de língua, como a St Giles International.